# Onopordum dissectum
Onopordum dissectum là một loài thực vật có hoa trong họ Cúc. Loài này được Murb. mô tả khoa học đầu tiên năm 1921.